# Porter Kilbert
Porter Kilbert (* 10. Juni 1921 in Baton Rouge; †  23. Oktober 1960 in Chicago) war ein US-amerikanischer Jazz- und Rhythm-&-Blues-Saxophonist.

## Leben und Wirken
Porter Kilbert begann seine Karriere als Swingmusiker, als er von 1943 bis 1945 Mitglied der Bigband von Benny Carter war. 1946 spielt er bei Roy Eldridge, ab Herbst 1946 in Red Saunders Combo, die ein Engagement im New Yorker Jazzclub Kelly’s Stables hatte. Im Dezember 1946 wirkte er bei Aufnahmen von Coleman Hawkins, Hank Jones, Fats Navarro J. J. Johnson und Max Roach mit (Bean and the Boys). Mit Saunders kehrte er nach Chicago zurück und trat in seiner Bigband ab Mai 1947 im Club DeLisa auf. Kilbert war bis Januar 1952 Saunders’ Lead-Altsaxophonist und wirkte an dessen Aufnahmen mit. Daneben nahm er im Dezember 1947 als Porter Kilmer Orchestra als Begleitband von Clarence Samuels for Aristocrat Records auf.
Anfang der 1950er Jahre wurde Kilbert Altsaxophonist in der Horace-Henderson-Band, die 1954 ein Engagement im Trianon Ballroom hatte; von den Auftritten entstanden Radiomitschnitte. Als sein von Johnny Hodges beeinflusster Altsaxophonstil in der R&B-Szene zunehmend an Popularität verlor, wechselte Kilbert zum Tenorsaxophon. Im November 1954 wirkte er bei Aufnahmen des Dave Shipp-Quintetts für Vee-Jay Records mit, bei denen auch der Pianist Andrew Hill zu hören ist. 1955 ersetzte er Wallace Burton im Duke Groner Quintet, das im Roberts Show Club spielte. Von 1955 bis 1957 trat er im C&C Lounge in Battles of the Saxes gemeinsam mit Tom Archia auf. 1956 erlitt Kilbert einen Schlaganfall, der seine Karriere unterbrach. Bei seiner einzigen Session unter eigenem Namen für Ping Records, bei der er wieder Altsaxophon spielte, wirkten u. a. auch Hobart Dotson, Eddie Calhoun und Vernel Fournier mit. 1958 leitete er die Hausband im Roberts Show Club, wo er im Juli 1958 erneut mit Red Saunders auftrat.
Im Jahr 1959 hatte Kilbert nur wenige Engagements; er wirkte in New York bei Studioaufnahmen von Sunnyland Slim und Roosevelt Sykes für das Label Bea & Baby mit. Im Sommer 1960 ging er mit der Quincy Jones Big Band auf Europatournee, mit der seine letzten Aufnahmen vor seinem Tod entstanden (Q Live in Paris). Kurz nach seiner Rückkehr in die Vereinigten Staaten erlitt Kilbert einen weiteren Schlaganfall und starb im Oktober 1960 in Chicago; er wurde 39 Jahre alt.
Kilbert wirkte im Laufe seiner Karriere von 1943 bis 1960 bei 65 Aufnahmesessions mit, außer den Genannten auch bei Savannah Churchill, Duke Ellington, Illinois Jacquet, Carmen McRae und den Memphis Seven um Jump Jackson und Truck Parham. Er ist Komponist des Titels Riffin the Jive.